# Lucia Klocová
Lucia Klocová (née le 20 novembre 1983 à Martin) est une athlète slovaque, spécialiste du 800 m.
Son meilleur temps est de 1 min 58 s 51 à Paris Saint-Denis, le 18 juillet 2008.

## Carrière
Initialement 8e des Jeux olympiques de Londres Lucia Klocova est reclassée sixième à la suite du test antidopage positif de la vainqueure Turque et de la Biélorusse terminant quatrième.
Elle récupère par la même occasion en février 2017 la médaille de bronze des Championnats d'Europe 2010 à la suite de la disqualification pour dopage de la Russe Mariya Savinova.

## Palmarès
| Date | Compétition                   | Lieu              | Épreuve | Résultat | Temps         |
| ---- | ----------------------------- | ----------------- | ------- | -------- | ------------- |
| 2000 | Championnats du monde juniors | Santiago du Chili | 3e      | 800 m    | 2 min 04 s 00 |
| 2001 | Championnats d'Europe juniors | Grosseto          | 1re     | 800 m    | 2 min 03 s 76 |
| 2002 | Championnats du monde juniors | Kingston          | 2e      | 800 m    | 2 min 01 s 73 |
| 2003 | Championnats d'Europe espoirs | Bydgoszcz         | 2e      | 800 m    | 2 min 05 s 02 |
| 2010 | Championnats d’Europe         | Barcelone         | 3e      | 800 m    | 1 min 59 s 48 |
| 2012 | Championnats d'Europe         | Helsinki          | 4e      | 800 m    | 2 min 01 s 38 |
| 2012 | Jeux olympiques               | Londres           | 5e      | 1 500 m  | 4 min 12 s 64 |
| 2016 | Championnats d'Europe         | Amsterdam         | 10e     | 1 500 m  | 4 min 35 s 61 |